# 生物晶片

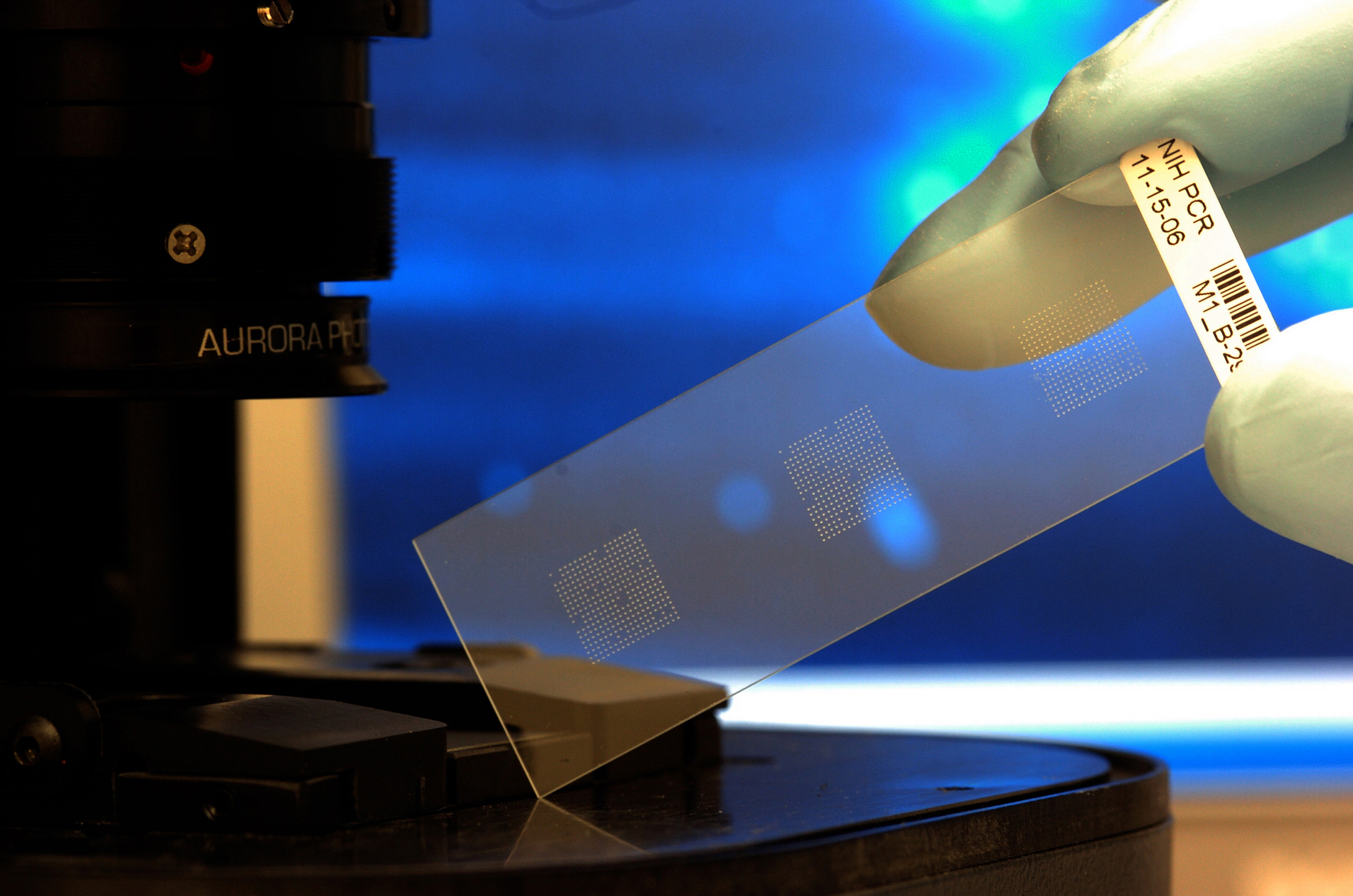
在生物芯片可见数百个凝胶滴。

生物晶片（英語：biochip）是利用微電子技術，在基材上放置可與檢體產生特異性生化反應的生物材料，且能被高靈敏偵測系統定量反應訊號的微型裝置。
生物晶片運用微電子學、微流體學、分子生物學、生物技術、基因檢測、分析化學等原理進行設計，並以矽晶圓、玻璃或高分子為基材，配合微機電自動化、或其他精密加工技術，所製作之高科技元件，有如半導體晶片一般能快速進行繁複運算；生物晶片具有快速、精確、低成本之生物分析檢驗能力。在分子生物學，生物晶片基本上是小型化的實驗室，可以同時執行數百個或數千個生化反應。生物晶片使研究人員能夠快速篩選大量的生物分析物用於各種目的，從疾病的診斷到生物恐怖主義的檢測。

## 分類
目前發展中之生物晶片可大略分成：基因晶片（gene chip or DNA microarray）與實驗室晶片（Lab-on-a-chip）兩類。
- 基因晶片是所有不同種類之生物晶片中發展最快的一種。基因晶片指的是在數平方公分之面積上安裝數千或數萬個核酸探針，經由一次測驗，即可提供大量基因序列相關資訊。
- 實驗室晶片的例子包括可以進行電泳分析之毛細管電泳晶片，或是可以從細胞中純化核酸之樣品前處理晶片等。已有微電泳晶片上市。

## 参看
- DNA微陣列（英語：DNA microarray）
- 蛋白质微阵列（英語：Protein microarray，亦称为‘蛋白质芯片’）
- 單核苷酸多態性